# Liste der Kulturdenkmäler in Jünkerath
In der Liste der Kulturdenkmäler in Jünkerath sind alle Kulturdenkmäler der rheinland-pfälzischen Ortsgemeinde Jünkerath einschließlich des Ortsteils Glaadt aufgeführt. Grundlage ist die Denkmalliste des Landes Rheinland-Pfalz (Stand: 17. Juli 2023).

## Denkmalzonen
| Bezeichnung                                    | Lage                            | Baujahr    | Beschreibung | Bild            |
| ---------------------------------------------- | ------------------------------- | ---------- | --- | --------------- |
| Denkmalzone Eisenbahnersiedlung „Neue Kolonie“ | Jünkerath, Burgbering 1–20 Lage | um 1920/25 | um 1920/25, ringförmig angelegte Wohnsiedlung im Heimatstil aus Torhaus, sechs Doppelhäusern und einem eingeschossigen Riegel mit sechs Wohneinheiten; die zwischen den einzelnen Gebäuden liegenden Hof- und Gartenflächen durch Hofmauern mit Toren oder kleinen Nebengebäuden geschlossen | Fotos hochladen |

## Einzeldenkmäler
| Bezeichnung                                     | Lage                                                | Baujahr                   | Beschreibung | Bild                           |
| ----------------------------------------------- | --------------------------------------------------- | ------------------------- | --- | ------------------------------ |
| Bahnhof Jünkerath                               | Jünkerath, Bahnhofstraße 9 Lage                     | um 1870                   | Bahnhof der Eifelbahn; großes Bruchstein-Empfangsgebäude, separates Nebengebäude, um 1870 | Fotos hochladen                |
| Schloss Jünkerath                               | Jünkerath, Burgstraße 17 Lage                       | 1726–37                   | geringe Mauerreste des von 1726 bis 1737 von Architekt Philippart zum Jagdschloss umgebauten, 1737 kurz nach der Fertigstellung durch Brand aufgrund eines Blitzschlags vernichteten Schlosses                                                                           | weitere Bilder Fotos hochladen |
| Eisenhütte Jünkerather Gewerkschaft             | Jünkerath, Graf-von Manderscheid-Straße 1 Lage      | frühes 20. Jahrhundert    | ehemalige Eisenhütte Jünkerather Gewerkschaft; Fabrikhallen des frühen 20. Jahrhunderts | BW                             |
| Verwaltungsgebäude                              | Jünkerath, Graf-von Manderscheid-Straße 1 Lage      | 1770                      | Verwaltungsgebäude der Eisenhütte; repräsentativer barocker Mansardwalmdachbau, angeblich von 1770 | Fotos hochladen                |
| Wegekreuz                                       | Jünkerath, Glaadter Straße, Ecke Am Sonnenberg Lage | 1758                      | Sockelkreuz, Rotsandstein, bezeichnet 1758; möglicherweise ehemaliges Grabkreuz | Fotos hochladen                |
| Wohnhäuser                                      | Jünkerath, Kölner Straße 27, 29 und 33 Lage         | um 1870                   | drei identisch gestalteten Doppelhäuser (wohl Bahnbedienstetenhäuser), die zweigeschossigen Bauten aus unverputztem Kleinquadermauerwerk in ähnlicher Gestaltung wie das Bahnhofsgebäude                                                                                 | Fotos hochladen                |
| Evangelische Kirche                             | Jünkerath, Kölner Straße 62 Lage                    | 1894/95                   | kleiner Bruchsteinsaal, 1894/95, Architekten Schreiterer & Below, 1950/51 wiederaufgebaut; Gesamtanlage mit Kirchhof mit Grabsteinen des 18. bis 20. Jahrhunderts und bauzeitlicher Einfriedung                                                                          | weitere Bilder Fotos hochladen |
| Katholisches Pfarrhaus                          | Jünkerath, Kölner Straße 69 Lage                    |                           | katholisches Pfarrhaus | Fotos hochladen                |
| Katholische Pfarrkirche St. Antonius von Padua  | Jünkerath, Kölner Straße 71 Lage                    | 1906/07                   | neuspätromanische Bruchsteinbasilika, 1906/07; Gesamtanlage mit Pfarrhaus (Kölner Straße 69) | weitere Bilder Fotos hochladen |
| Wohnhäuser                                      | Jünkerath, Schwarzer Pfad 1, 3 und 5 Lage           | Ende des 19. Jahrhunderts | drei Wohnhäuser (Bahnbedienstetenhäuser oder DEMAG-Werkswohnungen?), wohl vom Ende des 19. Jahrhunderts; zweigeschossige Bauten aus Kleinquadermauerwerk mit Kniestöcken und flachen Satteldächern, mit bauzeitlichen seitlichen Anbauten und rückwärtigen Nebengebäuden | Fotos hochladen                |
| Hofanlage                                       | Glaadt, Am Glaadtbach 6 Lage                        | 1858                      | Streckhof, bezeichnet 1858 | Fotos hochladen                |
| Katholische Pfarrkirche Heilige Kreuzauffindung | Glaadt, Auf den Eichen 3 Lage                       | Ende des 19. Jahrhunderts | Neubau, Ende des 19. Jahrhunderts; mit Ausstattung aus dem Vorgängerbau | weitere Bilder Fotos hochladen |
| Quereinhaus                                     | Glaadt, Glaadter Straße 16 Lage                     | 1875                      | Quereinhaus, angeblich von 1875 | Fotos hochladen                |
| Wohnhaus                                        | Glaadt, Glaadter Straße 23 Lage                     |                           | stattlicher Krüppelwalmdachbau | Fotos hochladen                |
| Quereinhaus                                     | Glaadt, Glaadter Straße 45 Lage                     | 1860                      | Quereinhaus, 1860 | Fotos hochladen                |